# Оксфорд (Пенсильвания)
О́ксфорд (англ. Oxford) — боро в округе Честер (штат Пенсильвания, США). Оксфорд является ближайшим городом к университету Линкольна. По данным переписи 2010 года население составляло 5077 человек.

## История

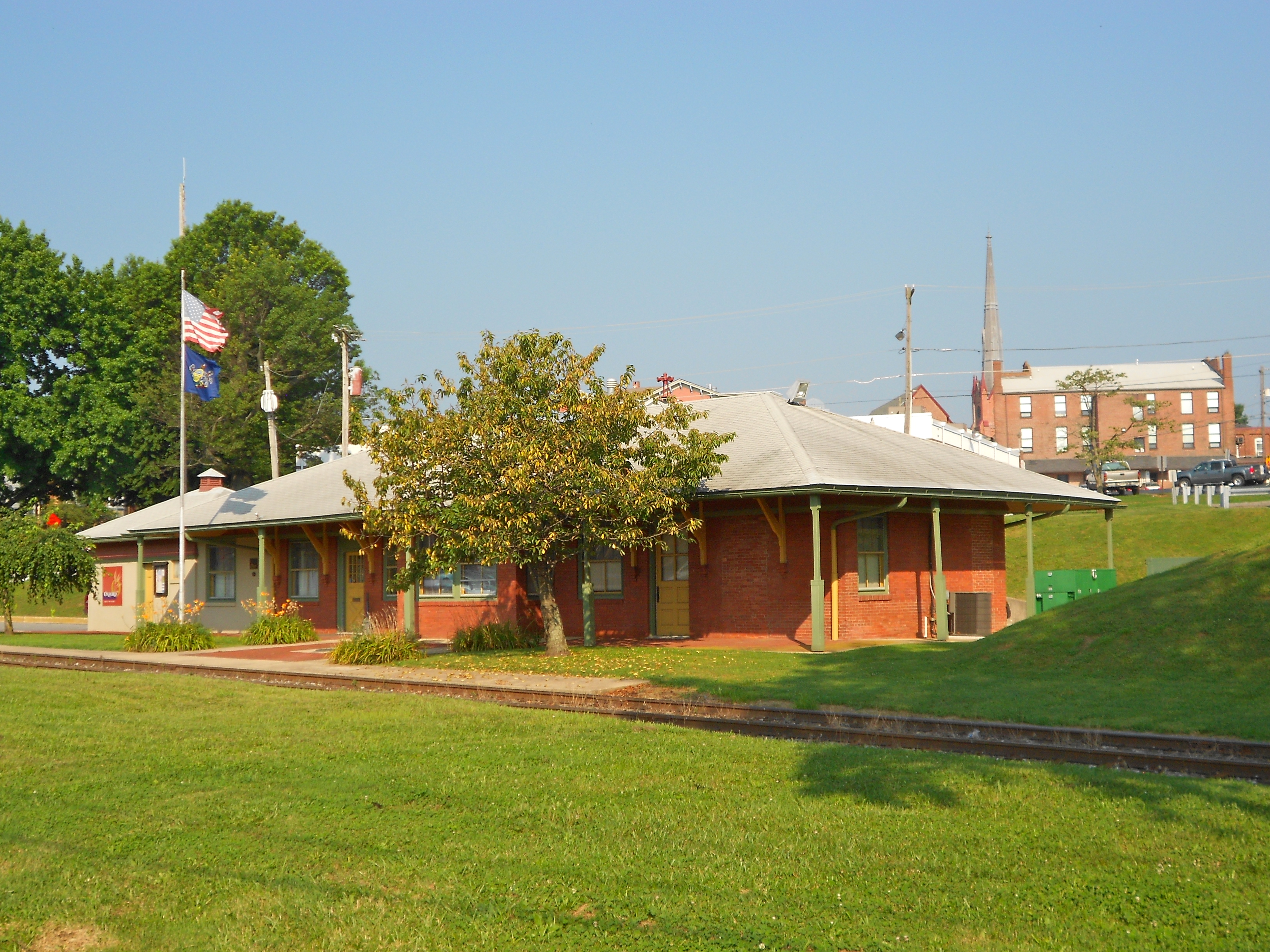
Ратуша в здании старого железнодорожного вокзала

В 1700-х годах район назывался Оксфорд-Кроссинг и Оксфорд-Вилладж.
В 1805 году было создано почтовое отделение Оксфорда. В 1833 году Оксфорд был официально зарегистрирован как боро. Его первым бургером (сейчас он называется мэром) был Томас Александер, который управлял магазином, считающимся самым старым зданием в Оксфорде.
В XIX веке северная половина Оксфорда принадлежала семье Дики. Среди Дики были местный пресвитерианский священник, местный банкир, представитель штата и местные бизнесмены. Преподобный Джон Миллер Дики и его жена Сара Эмлен Крессон основали в 1854 году институт Ашмуна, который позже стал университетом Линкольна. Семья сыграла важную роль в изменении маршрута новой Центральной железной дороги Филадельфии и Балтимора (P&BC) через Оксфорд. Железная дорога была проложена в 1850-х годах. Она достигла Оксфорда в 1860 году и позже — Филадельфии и Балтимора. Ко времени Гражданской войны Оксфорд был оживлённым городом. В это время деловой район на Третьей улице был полностью перестроен, включая отель «Оксфорд» (1858) и «Оксфорд Холл» (1862). Оксфорд стал известен своими кондитерскими и конфетными изделиями, здесь располагалось множество производственных предприятий. В 1870-х годах была построена вторая железная дорога, Peach Bottom Railway, от Оксфорда до Пич-Боттома. Она перевозила сельскохозяйственную продукцию и пассажиров, но не была прибыльной. Она пережила три банкротства и была реорганизована в Ланкастерскую, Оксфордскую и Южную железную дорогу, а в 1918 году окончательно закрылась.
Пенсильванская железная дорога получила контроль над P&BC накануне Первой мировой войны. Пассажирское железнодорожное сообщение на линии прекратилось в 1935 году. В конце XX-го века транспортные изменения привели к тому, что Оксфорд оказался в стороне от основных дорог. В конце 1960-х годов была построена объездная дорога для шоссе US 1, но главным изменением стало открытие в 1963 году шоссе Interstate 95, которое переместило основную часть трафика Филадельфия—Балтимор из Оксфорда. Бывший железнодорожный вокзал Пенсильвании теперь является зданием мэрии.
Оксфордский исторический район и отель «Оксфорд» были включены в Национальный реестр исторических мест в 2008 году.

## География
По данным Бюро переписи населения США, общая площадь района составляет 5,1 км2. Плотность населения 1095,45 человек на квадратный километр.

## Демография
По данным переписи населения 2010 года, 59,9 % населения района составляли не испаноязычные белые, 9,0 % — афроамериканцы, 0,4 % — коренные американцы (индейцы), 0,8 % — азиаты, 0,1 % — коренные гавайцы или жители тихоокеанских островов, а 4,0 % — представители двух или более рас. 28,8 % населения имели латиноамериканское происхождение. 693 человека в районе родились за границей.
По данным переписи населения 2000 года, в районе проживало 4315 человек, насчитывалось 1703 домохозяйства и 1047 семей. Плотность населения составляла 872,3 чел/км2. Имелось 1825 единиц жилья при средней плотности 368,9/км2. Расовый состав населения района составлял: 77,75 % белых, 11,87 % афроамериканцев, 0,09 % коренных американцев, 0,63 % азиатов, 0,23 % жителей тихоокеанских островов, 7,39 % представителей других рас и 2,04 % представителей двух или более рас. Латиноамериканцы составляли 16,15 % населения.
В городе насчитывалось 1703 домохозяйства, из которых в 30,5 % проживали дети в возрасте до 18 лет, 42,8 % составляли супружеские пары, 14,0 % — незамужние женщины, и 38,5 % — несемейные домохозяйства. 33,6 % всех домохозяйств были одиночными, а в 17,1 % проживал один человек в возрасте 65 лет и старше. Средний размер домохозяйства составлял 2,65, а средний размер семьи — 3,15.
Население в районе распределено по возрасту: 25,6 % моложе 18 лет, 9,1 % от 18 до 24 лет, 26,5 % от 25 до 44 лет, 19,0 % от 45 до 64 лет и 19,8 % в возрасте 65 лет и старше. Медианный возраст составил 35,5 лет. На каждые 100 женщин приходилось 85,3 мужчин. На каждые 100 женщин в возрасте 18 лет и старше приходилось 78,0 мужчин.
Медианный доход домохозяйства в округе составлял $49 896, а медианный доход семьи — $41 172. Средний доход мужчин составил $35 398, а женщин — $23 015. Доход на душу населения в районе составлял $21 924. Около 22,6 % населения находились за чертой бедности, включая 15,3 % лиц моложе 18 лет и 12,9 % лиц в возрасте 65 лет и старше.
По состоянию на 2012 год в округе насчитывалось 264 коммерческие фирмы.

## Достопримечательности

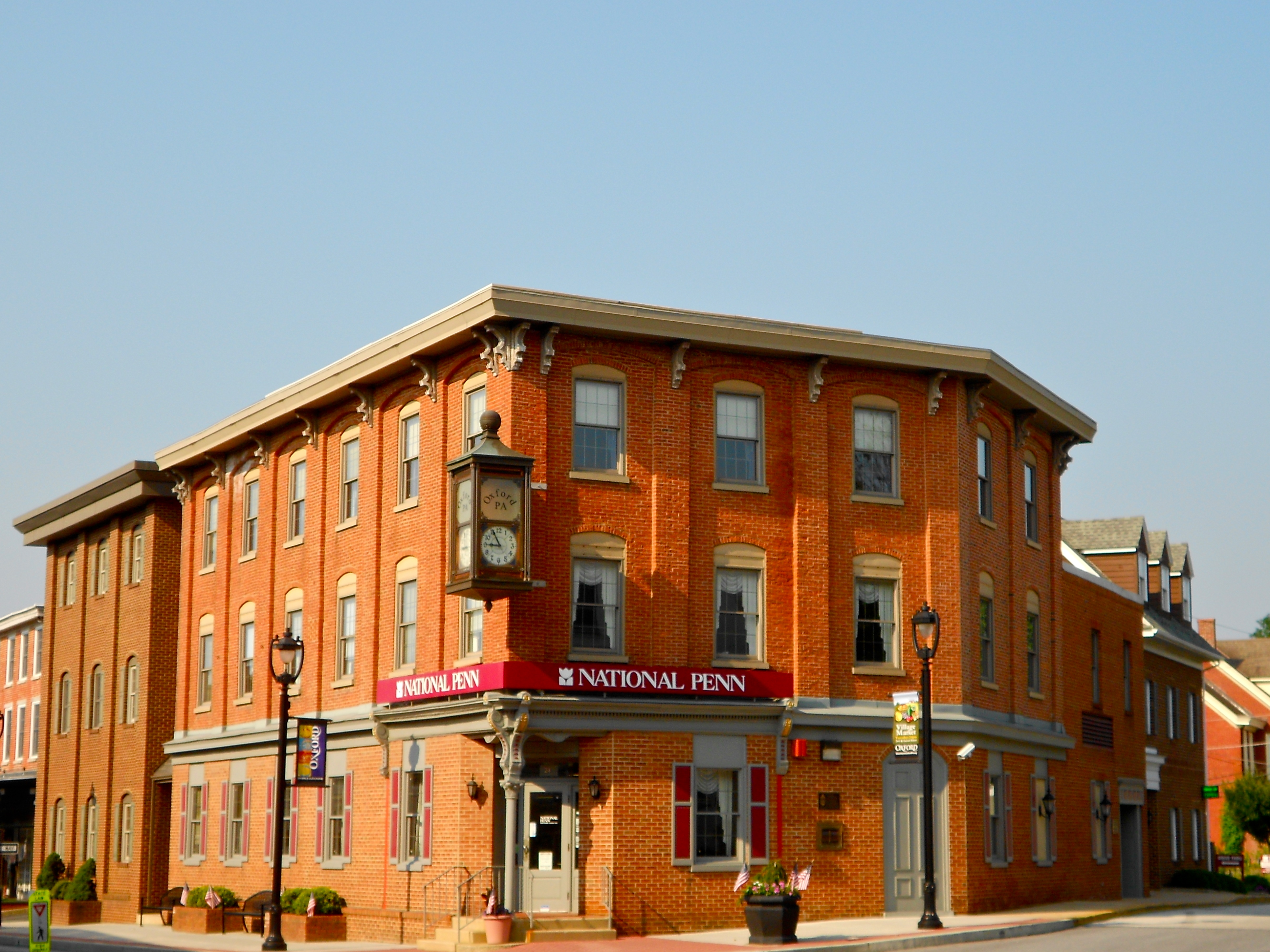
Городские часы на здании банка BB&T

Городские часы Оксфорда, расположенные на здании банка BB&T на Южной Третьей улице, были отреставрированы в мае 2001 года. Пожарная часть, расположенная прямо на Маркет-стрит, первоначально была зданием Дики, но была отремонтирована и названа Пожарной компанией Союза № 1. Они и сегодня находятся на этом месте.
Оксфордская пресвитерианская церковь, одно из старейших зданий в городе, была уничтожена пожаром в 1989 году после того, как в шпиль (которым она была известна и который был виден за много миль) ударила молния. Она была восстановлена и используется по сей день.
В Оксфорде построена новая четырёхэтажная парковка в центре района. На первый этаж гаража планировалось перенести офис муниципалитета. С помощью этого нового здания район намерен привлечь в город больше людей.

## Образование

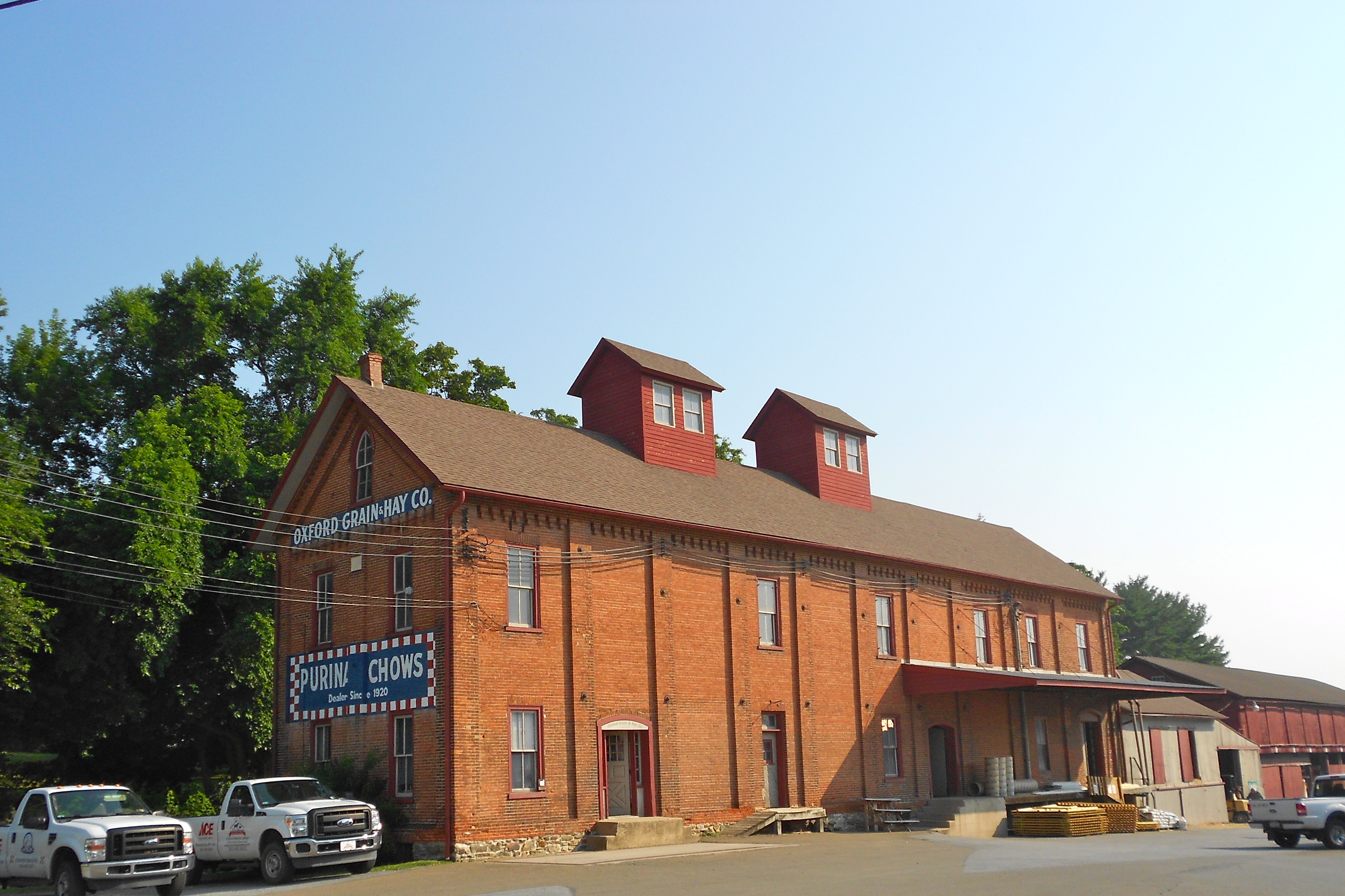
Здание компании Oxford Grain and Hay

Оксфорд входит в одноимённый школьный округ. В округе шесть школ: начальная школа Джордан-Бэнк Элементари (K), начальная школа Элк-Ридж Элементари (1—2), начальная школа Ноттингэм Элементари (3—4), начальная школа Хоупуэлл Элементари (5—6), средняя школа Пеннс-Гроув (7—8) и старшая Оксфордская средняя школа (9—12). Школа Пеннс-Гроув первоначально была старшей школой, но стала школой для средних классов после завершения строительства нового здания старшей школы в ноябре 2005 года (новое место находится по улице Уотервей-Роуд). Школа Святого Сердца также находится в Оксфорде, она была построена в 2002 году и управляется Архиепархией Филадельфии.
Оксфорд входит в Американский дивизион Лиги Чес-Монт по школьному спорту. Среди школьных видов спорта: американский футбол, баскетбол, бейсбол, футбол, хоккей на траве, плавание, лакросс, борьба, теннис и гольф.
Оксфорд — ближайший город к университету Линкольна, исторически чёрному университету, который был основан в 1854 году. Студентами университета Линкольна были такие люди, как Лэнгстон Хьюз и Тэргуд Маршалл.